# 高鳥胺酸血症-高氨血症-高瓜胺酸血症候群
高鳥胺酸血症-高氨血症-高瓜胺酸血症候群是一種遺傳病，其會導致血中的鳥胺酸、血氨及瓜胺酸顯著地升高。患者會不自覺拒食高蛋白的食物。
此遺傳病的發生率極低，全球只有約50個個案為確診。
遺傳方面，其遺傳方式為體染色體隱性遺傳疾病，若伴侶二人皆帶有缺陷基因，下一代的患病機率為4分之1。